# Badia Hadj Nasser
Badia Hadj Nasser, en árabe: بادية حاج ناصر‎ (Tánger, 8 de mayo de 1938), es una escritora marroquí en lengua francesa.

## Biografía
Nació en Tánger el 8 de mayo de 1938 y reside entre esta ciudad y París. Psicoanalista en activo, se dedica a la investigación y a la escritura creativa en lengua francesa. Es autora, entre otras obras, de la novela Le voile mis à nu (París, Éditions de l'Arcantère, 1985), de investigaciones sobre Las mil y una noches publicadas en Corps écrit, l'Arabie heureuse (París, PUF, 1989) y del trabajo «La fascination de la virginité et sa résonance dans le corps des femmes immigrées», publicado en Espace-temps et traces de l'exil (Grenoble, La Pensée Sauvage, 1991). Ha escrito también numerosos relatos breves.
Vive entre París y Tánger.

## Obras

### Publicaciones
- Lettres à Lui , ed. du Seuil, 1980. Novela.

- Les plages ignorées , ed. du Seuil, 1982. Novela.

- Le voile mis à nu, ed. Arcantères, 1985 ISBN 9782868290083 en francés ISBN 8496806227 en castellano

- Les mille et une nuits, corps écrit, l’Arabie heureuse , PUF, 1989. Ensayo.

- La fascination de la virginité et sa résonance dans le corps des femmes immigrées , ed. La pensée sauvage, 1991. Ensayo.

- Essai sur les femmes libres dans l’Antiquité et de nos jours de la Méditerranée au Gange, ed. G. Pastre, 1992.

- Obra colectiva. Les hédonistes 2009 ISBN 9782360550005 (en francés)

- Tanger, rue de Londres : nouvelles 2010 ISBN 9789954212011 (en francés)

- Le cap des Trois Fourches 2010 ISBN 9782360550012 (en francés)

- Le cap des Trois Fourches, ed. de la Guette, 2012, ISBN 9782360550012

### Literatura
Su única obra publicada en castellano es:
- El velo al desnudo, tradujo María Esperanza del Arco Heras, Alcalá Grupo Editorial, Alcalá la Real, 2007. ISBN 978-84-96806-22-1

## Honores

### Membresías
- Sociedad de Gentes de Letras.[3]